# Paul Aymé
Paul Aymé, född 29 juli 1869 i Marseille, Frankrike, död 25 juli 1962 i Madrid, var en fransk tennisspelare, framgångsrik under 1890-talet.
Paul Aymé vann från 1897 fyra år i följd grusturneringen Franska mästerskapen, som vid den tiden spelades på Ile de Puteaux i Paris. Tävlingen var fram till 1925 öppen enbart för franska spelare och utländska spelare som var medlemmar i någon av de franska tennisklubbarna. Turneringen spelades första gången 1891, och under de första sex säsongerna blev fyra olika spelare singelmästare. Aymé kom efter fransmannen André Vacherot, som vunnit titeln de tre föregående säsongerna, att bli den andre spelaren som vunnit titeln flera gånger i följd.
Sin första titel vann Aymé 1897 genom att i finalen besegra Francky Wardan med setsiffrorna 6-7, 7-5, 6-3, 6-1. De följande tre åren finalbesegrade Aymé två olika motståndare i mycket jämna och långa matcher. År 1898 besegrade han således Paul Lebreton över fem set (0-6, 6-1, 6-0, 5-7, 8-6). De båda möttes även i final året därpå, 1899, även denna gång med Aymé som segrare (9-7, 5-7, 6-0, 9-11, 7-5). Sin sista titel vann Aymé 1900 genom finalseger över Alain Prévost (6-4, 10-8, 24-22).
Aymé deltog 1904 vid ett enda tillfälle i det franska Davis Cup-laget. Laget spelade då världsfinal mot Belgien i ett möte i Wimbledon. Belgien segrade med 3-2 i matcher och Aymé förlorade sina två singelmatcher. Däremot vann han tillsammans med Max Decugis den andra dagens dubbelmatch.

## Grand Slam-titlar
- Franska mästerskapen
  - Singel - 1897, 1898, 1899, 1900